# Aruwa Ameh
Aruwa Late Ameh (* 10. Dezember 1990 in Lagos; † 28. November 2011 in Kaduna) war ein nigerianischer Fußballspieler.

## Karriere
Ameh wurde in der Saison 2007 mit zehn Toren Torschützenkönig der Nigerianischen Premier League, stieg jedoch am Saisonende mit Kaduna United ab. Nach dem Abstieg seines Teams unterschrieb er beim in Yenagoa ansässigen Verein Bayelsa United. In seiner ersten Saison bei Bayelsa wurde er in der Saison 2008/2009 Nigerianischer Fußballmeister.

## Tod
Bei einem Freizeitfußballspiel mit Freunden in Ungwan Rimi, Kaduna, klagte Ameh in der Woche vor seinem Tod über Schmerzen in seinem Arm und wurde ins Krankenhaus eingeliefert, wo er am 28. November 2011 unter ungeklärten Umständen verstarb.

## Erfolge
- 2007: Torschützenkönig in der Nigerianischen Premier League
- 2008/2009: Meister in der Nigerianischen Premier League